# نقوی
نقوی نامی خانوادگی در خاورمیانه و جنوب آسیاست. بسیاری با این نام خانوادگی خود را از سادات می‌داند که نسبشان را به هادی و از طریق او به پیامبر اسلام می‌رسانند. در افغانستان، ایران، ترکیه، پاکستان، هند و کانادا از این نام خانوادگی استفاده می‌شود. بخش وسیعی از شیعیان و مسلمانان هند و پاکستان از نسب امام دهم شیعیان هستند.
بسیاری از سادات نقوی افغانستان در حال حاضر ساکن ایران هستند و در شهرهای اصفهان، تهران، مشهد؛ قم و آشخانه ساکن‌اند. در شهر اصفهان حدود ششصد نفر از سادات نقوی از افغانستان حضور دارند.
سادات نقوی که از افغانستان به ایران مهاجرت کردند از سادات لنگر واقع در ولسوالی چوره ولایت ارزگان هستند که اصل و نصب شان بهسید جلال الدین بخارایی بر می‌گردد و در افغانستان به عنوان سادات جلالی معروف هستند.
هم‌اکنون بسیاری از نقویان در شهرهای امروهه واوچ شریف در هند زندگی می‌کنند. در ایران خانواده نقوی از سادات امام دهم شیعیان «علی النقی، امام هادی» هستند که در منطقه خوانسار و گلپایگان ساکن بودند.
و بعضی از خانواده نقویان در شهرستان مانه و سملقان با زبان کرمانجی صحبت می‌کنند.

## شخصیت‌های برجسته
1. فیاض علی نقوی (مدیر کالج ام آی اینتر در امروه هند)
2. علی نقوی (ورزشکار) ورزشکار پاکستانی کریکت
3. علی نقوی عالم هندی
4. کوهیار نقوی خواننده و موزیسین ایرانی
5. افسر مدد نقوی، مجسمه‌ساز
6. علامه علی نقی نقوی مجتهد شیعه پاکستانی
7. علامه سید دلدار علی نقوی ناصر آبادی دانشمند هندی
8. عارف نقوی مدیر عامل بانک ابریج کاپیتال در دوبی
9. فاطمه نقوی بازیگر ایرانی
10. فرمان عباس نقوی مجری تلویزیونی در هند
11. اکرار الحسن نقوی، مجری و برنامه ساز در تلویزیون آری وان ورلد
12. کالبا رازی نقوی، فیزیکدان نروژی - پاکستانی
13. زینب نقوی، پژوهشگر و حقوقدان
14. محسن نقوی، شاعر پاکستانی
15. مختار عباس نقوی سیاستمدار هندی
16. ناوین نقوی خبرنگار پاکستانی
17. نواب حیدر نقوی اقتصاد دان و محقق
18. سید صدیقیان احمد نقوی هنرمند
19. سعید نقوی روزنامه‌نگار هندی
20. قاسم تقوی روزنامه‌نگار آفریقایی
21. سید آقا صدیق حسین نقوی سیاسمتدار، نویسنده و شاعر
22. سید نقوی اقتصاد دان
23. سید صفدر حسین نقوی استاد دانشگاه پاکستانی
24. یاسر نقوی سیاستمدار کانادایی
25. یاسر نقوی محقق مدیر و شخصیت ایرانی. چالوس
26. ظفر علی نقوی سیاستمدار هندی
27. ضمیر نقوی استاد دانشگاه پاکستانی
28. سید شرف الدین شاه ولایت نقوی
29. سید غلامرضا نقوی رهبر سپاه محمد پاکستانی
30. سید علی نقوی فقیه و محدث
31. زهرا نقوی کارآفرین برتر ایرانی
32. محمدامین نقوی مخترع
33. مهدی نقوی کارمند در قزوین
34. هادی نقوی راننده مسافربری تهران